# Chrysopelea rhodopleuron
Espèce
Synonymes
- Chrysopelea viridis Fischer, 1880

Chrysopelea rhodopleuron  est une espèce de serpents de la famille des Colubridae.

## Répartition
Cette espèce est endémique d'Indonésie. Elle se rencontre sur l'île d'Ambon et aux Célèbes.

## Description
Chrysopelea rhodopleuron est un serpent ovipare. Comme les autres membres de ce genre, il est capable d'effectuer des vols planés en se lançant d'une branche pour se réceptionner sur une autre branche ou au sol.

## Liste des sous-espèces
Selon The Reptile Database (13 février 2014) :
- Chrysopelea rhodopleuron rhodopleuron Boie, 1827
- Chrysopelea rhodopleuron viridis Fischer, 1880

Cette dernière sous-espèce n'est connue que par un spécimen qui a été détruit lors de la Seconde Guerre mondiale. Son statut n'est pas clair.

## Publications originales
- Boie, 1827 : Bemerkungen über Merrem's Versuch eines Systems der Amphibien, 1. Lieferung: Ophidier. Isis von Oken, Jena, vol. 20, p. 508-566 (texte intégral)
- Fischer, 1880 : Neue Reptilien und Amphibien. Archiv für Naturgeschichte, vol. 46, no 1, p. 215-227 (texte intégral).